# Stanlio e Ollio eroi del circo
Stanlio e Ollio eroi del circo è un film del 1963 (altri casi indicano il 1965) includente tre comiche di Stanlio e Ollio. La regia è di Al Wallis (nome fittizio) e di James W. Horne e Frank Lloyd. I cortometraggi sono: Il circo è fallito del 1932, Un nuovo imbroglio del 1930 e Ospiti inattesi sempre del 1932. Del film è sopravvissuta solo la locandina promozionale, sebbene sia stato distribuito anche in videocassetta.

## Trama
Stanlio e Ollio lavorano presso un circo, che riescono a causa della loro dabbenaggine a far fallire. Come stipendio il proprietario dona loro una scimmia di nome Ethel; così i due si trovano senza un soldo e a doversi cercare un alloggio per dormire. Incapperanno proprio nell'unico ostello il cui padrone, nemico degli animali, ha una moglie con lo stesso nome dello scimpanzé. Vagabondi come sempre, Stanlio e Ollio vengono inseguiti dalla polizia che li fa rifugiare in una villa di Beverly Hills appena data in custodia dal padrone ai servi affinché la affittino. Quando i servi se ne vanno in vacanza, Stanlio e Ollio si improvvisano il padrone Beckett e la cameriera della casa, affittandola ad una ricca coppia giunta da quelle parti per un soggiorno. Scacciati, i due vengono citati in tribunale per vagabondaggio ma trovano rifugio fortunosamente in un ubriaco che li ospita a casa sua: sarà l'abitazione del giudice che li aveva assolti.

## La prima edizione
La prima edizione del film, uscita nel 1950, si intitolava Le avventure di Stanlio e Ollio. Comprendeva il cortometraggi Sotto zero del 1930, Un nuovo imbroglio, Il circo è fallito del 1932 e Andiamo a lavorare del 1931. Il doppiaggio anni quaranta è di Alberto Sordi e Mauro Zambuto.

### Svolgimento
Stanlio e Ollio, durante il gelido inverno prima delle vacanze di Natale, si guadagnano da vivere suonando come ambulanti l'uno il contrabbasso e l'altro la tastiera. Tuttavia i due non racimolano un soldo e dopo aver litigato anche con una donna vedono i loro strumenti distrutti. Stanlio e Ollio non sanno più che fare, quando però Stanlio adocchia un portafoglio. Vengono inseguiti da un ladro e s'imbattono in un poliziotto che scaccia via il malavitoso e decide di accettare l'invito di Stanlio e Ollio a pranzare in un lussuoso ristorante. Stanlio e Ollio però non sanno che il portafoglio è del poliziotto e così quando arriva il momento di pagare il conto i due vengono scoperti, picchiati e cacciati in strada.
Giunta l'estate i due, sempre vagabondi e senza un soldo, vengono sempre inseguiti dalla polizia. Stanlio e Ollio riescono a seminare le guardie finendo nella villa di un ricco cacciatore a Beverly Hills. L'uomo è il colonnello Buckshot: ha deciso di lasciare per sei mesi l'America per dedicarsi alla caccia in Africa e affida ai due servi il compiti di affittare la casa. I due servi però ne hanno fin sopra i capelli degli ordini del colonnello e decidono di fare una vacanza. Stanlio e Ollio, nascosti nello scantinato, decidono di uscire e scappare, ma vedono l'ingresso bloccato da una guardia. In quel momento una coppia di nobili britannici suona al campanello, dopo aver letto l'annuncio di affitto sul giornale.
Ai due pasticioni non resta che improvvisarsi colonnello e cameriere e inscenare una farsa per poter scappare via dalla villa al più presto. Sulla scena irrompe il vero Colonnello Buckshot, il quale si era dimenticato dell'arco e delle frecce per la caccia africana.
Finiti a lavorare in un circo come animatori, Stanlio e Ollio devono assistere l'atleta Ursus in un numero con la palla sparata da un cannone, ma i due sbagliano a posizionare la canna e così la palla lacera il tendone, distruggendo il circo. Il proprietario dichiara bancarotta e licenzia i dipendenti. A Stanlio e Ollio viene consegnata la scimmia Ethel, che va d'accordo più con Stanlio che con Ollio, al quale fa molti dispetti. Giunta la notte, i due non hanno un posto in cui andare e così, cercando di nascondere la scimmia, Stanlio e Ollio affittano quasi gratis una camera d'albergo. Però la scimmia di nascosto sale ed entra dalla finestra, provocando molti fastidi ai due, che iniziano a fare baccano. Il proprietario dell'hotel, arrabbiato per la scomparsa della moglie Ethel, sente il nome con cui i due chiamano la scimmia e sospetta che lei lo abbia tradito. Irrompe nella camera armato di rivoltella, ma scappa urlando dopo che Ethel gliela ruba e inizia a sparare.
Stanlio e Ollio ricevono un'eredità da uno zio: una tenda, un'automobile e alcune vivande per un campeggio. Vivendo così miseramente, un giorno Stanlio per sbaglio fa cadere la tenda in mezzo al fuoco, distruggendola. Nel frattempo in una casa vicina una compagnia di attori dilettanti sta mettendo in scena una commediain cui un'anziana signora viene minacciata dal crudele creditore. Stanlio e Ollio, ignari di questo, bussano alla porta e si fanno ospitare dalla vecchietta che offre loro un piatto di minestra. I due pensano che la signora sia davvero in difficoltà economiche. Sentendo che servono 100 dollari per pagare l'affitto, Stanlio e Ollio decidono di vendere la loro auto. Un ubriaco per sbaglio infila il portafogli nel taschino di Stanlio, mentre annuncia di avere i 100 dollari per acquistare il mezzo. Ollio pensa per un equivoco che qualcuno abbia offerto 125 dollari e dichiara che l'auto è stata venduta.
Quando si accorge della realtà, scopre il portafogli nel taschino di Stanlio e crede che sia stato lui a rubare i soldi all'anziana signora. Trascinato a forza in casa della donna, Stanlio assieme ad Ollio scopre l'equivoco e così insegue Ollio furibondo.

## I film di montaggio di Laurel e Hardy in Italia
Dalla fine degli anni trenta alla metà degli anni settanta in Italia molte delle comiche di Stanlio e Ollio doppiate da Mauro Zambuto e Alberto Sordi vennero unite (tagliando i titoli di testa e di chiusura) in più montaggi per formare dei lungometraggi che durassero circa un'ora. Negli anni cinquanta i doppiatori Fiorenzo Fiorentini (Stanlio) e Carlo Croccolo (Ollio) doppiarono nuovamente il duo comico statunitense per la realizzazione di questi montaggi: infatti molti dei dialoghi italiani sono differenti dagli originali, proprio per creare tra le differenti comiche un nesso logico e conducente. La produzione di queste antologie cominciò ad affievolirsi e poi a sparire con un ennesimo doppiaggio di quasi tutti in cortometraggi di Stanlio e Ollio da parte di Franco Latini e Carlo Croccolo nella fine degli anni sessanta.